# 815 Coppelia
Coppelia (asteroide 815) é um asteroide da cintura principal com um diâmetro de 21,1 quilómetros, a 2,4572978 UA. Possui uma excentricidade de 0,0757798 e um período orbital de 1 583,5 dias (4,34 anos).
Coppelia tem uma velocidade orbital média de 18,26634194 km/s e uma inclinação de 13,87071º.
Esse asteroide foi descoberto em 2 de Fevereiro de 1916 por Max Wolf.